# 嶮暮帰島

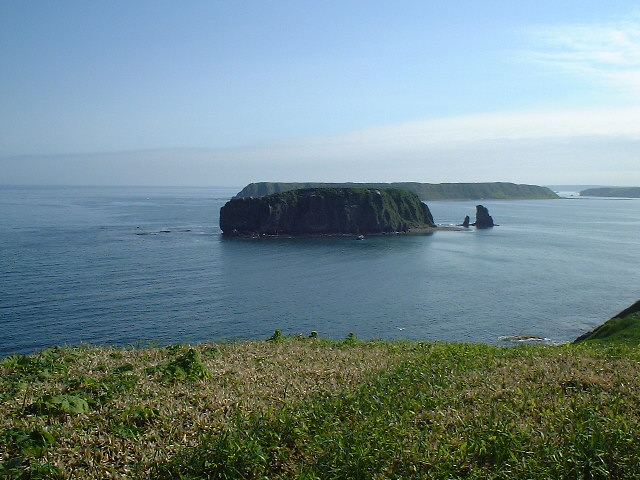
アゼチの岬より見る嶮暮帰島(後方の島。手前の島は、小島)

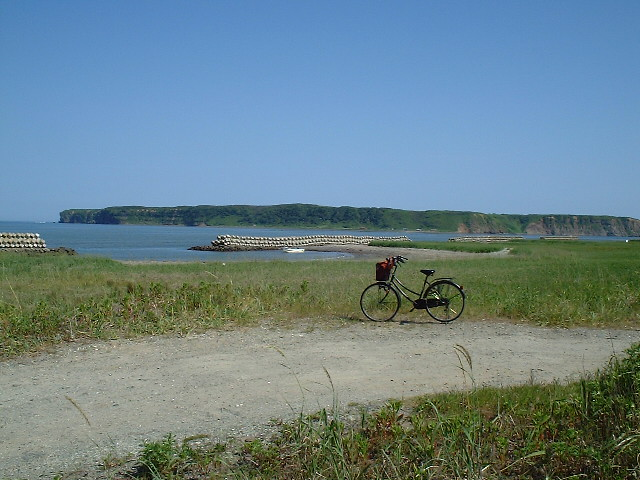
嶮暮帰島(後方のテーブル状の島)

嶮暮帰島（けんぼっきとう）は、北海道厚岸郡浜中町字嶮暮帰にある隆起海食性台地の島で厚岸道立自然公園に含まれる。

## 概要
東西2km、南北0.7km、周囲4.5km、面積71ha、最高地点標高59m。琵琶瀬漁港の沖合約600m（琵琶瀬湾）にあり、かつては干潮時には本土との間が陸繋砂州となって徒歩で渡ることができた。現在は島全域が町有地で、定住者がいない無人島である。

## 島名
「けんぼつけ」「けんぼっけ」「けねほく」ともいう。島名の由来は、アイヌ語で「ハンノキあるいはアカダモ（ハルニレ）-の下」を意味するケネ-ポク（kene-pok）から。

## 歴史
1876年に岩手県出身者が移住し、コンブ漁を営んだという記録がある。その後長らく定住者はなく、コンブ漁期に漁師が来島する程度だが、動物作家のムツゴロウこと畑正憲が1971年から約1年間定住した。
- 1889年（明治22年）5月7日 - それまで浜中村の飛び地であった字嶮暮帰が琵琶瀬村に編入される[3]。

## 自然
海鳥の繁殖地として知られ、大黒島 (厚岸町)に次ぐ国内2位のコシジロウミツバメの生息地とされる。ウミウやオオセグロカモメなどが多いほか、絶滅危惧種で日本では特に稀少となっているエトピリカの姿も確認されることがある。

## 観光
入島には指定されたガイドの同行が必要となっている。